# Diora Baird
Diora Baird (ur. 6 kwietnia 1983 w Miami) – amerykańska aktorka i modelka.

## Filmografia
- Brain Blockers (2004) jako Suzi Klein
- Deep Down in Florida (2004) jako Maren
- If Love Be Blind (2005) jako Isabel
- Fiasco (2005)
- Polowanie na druhny (Wedding Crashers, 2005) jako Vivian
- First Kiss (2005) jako Billie
- The Drew Carey Show (2005)
- South of Heaven (2006) jako Lily
- Teksańska masakra piłą mechaniczną: Początek (2006) jako Bailey
- Przyjęty (Accepted) (2006) jako Kiki
- Noc kawalerów (Bachelor Party Vegas, 2006) jako Penelope
- Hot Tamale (2006) jako Tuesday Blackwell
- South Beach (2006) jako Brianna
- Fifty Pills (2006) jako Tiffany
- Night of the Demons (2009) jako Lily
- Let the Game Begin (2010) jako Kate
- 30 dni mroku: Czas ciemności (2010) jako Amber
- Tranzyt (Transit) (2012) jako Arielle